# Gnidia bambutana
Gnidia bambutana är en tibastväxtart som beskrevs av Ernest Friedrich Gilg, Amp; Lederm. och Adolf Engler. Gnidia bambutana ingår i släktet Gnidia och familjen tibastväxter. Inga underarter finns listade i Catalogue of Life.